# Anoyo
Anoyo es el décimo álbum de estudio del músico canadiense Tim Hecker. Fue lanzado el 10 de mayo de 2019 bajo Kranky.

## Producción
El álbum fue grabado en el Jiunzan Mandala-Temple Kanzouin en Tokio, al mismo tiempo que el álbum Konoyo de Hecker de 2018.

## Recepción de la crítica
Anoyo recibió críticas generalmente favorables de los críticos. En Metacritic, que asigna una calificación promedio ponderada de 100 a las reseñas de publicaciones convencionales, esta versión recibió una puntuación promedio de 79, basada en 13 reseñas. 

### Reconocimientos
| Publicación   | Reconocimiento                  | Puesto | Ref.  |
| ------------- | ------------------------------- | ------ | ----- |
| Drift Records | Los 100 mejores álbumes de 2019 | 56     | [ 3 ] |
| Oscure Sound  | Los 50 mejores álbumes de 2019  | 45     | [ 4 ] |
| XLR8R         | Mejores álbumes de 2019         | N/A    | [ 5 ] |